# مشهد عيسى الجيلاني
مشهد سيدى عيسى بن الشيخ عبد القادر الجيلاني ، هو أحد المساجد التي انشئت في عصر الدولة الايوبية في مصر، ويعرف عند العامة مقام سيدي عيسى ابي رمانة.

## نسبه
عيسى بن عبد القادر بن موسى بن عبد الله بن يحيى بن محمد بن داود بن موسى بن عبد الله بن موسى بن عبد الله بن الحسن بن الحسن بن علي بن أبي طالب بن عبد المطلب بن هاشم بن عبد مناف بن قصي بن كلاب بن مرة بن كعب بن لؤي بن غالب بن فهر بن مالك بن قريش بن كنانة بن خزيمة بن مدركة بن إلياس بن مضر بن نزار بن معد بن عدنان.

## وصفه
عيسى بن الشيخ عبد القادر الجيلاني الحسني : لم يذكر تاريخ مولده ( تفقه على والده وسمع منه ومن أبي الحسن بن صرما وغيرهما، درس وحدث ووعظ وأفتى، وصنف مصنفات، منها كتاب ( جواهر الأسرار ولطائف الأنوار ) في علم الصوفية، قدم مصر وحدث بها ووعظ وتخرج به من أهلها غير واحد منهم أبو تراب ربيعة بن الحسن الحضرمي الصنعاني، ومسافر بن يعمر المصري وحامد بن أحمد الأَرتاجي ومحمد بن محمد الفقيه المحدث وغيرهم. وقال الحافظ ابن النجار في تاريخه : خرج من بغداد بعد وفاة والده ودخل الشام وسمع بدمشق من علي بن مهدي الهلالي في سنة 562هـ , وحدث عن والده، ثم دخل مصر، وأقام بها إلى حين وفاته، وكان يعظ على المنابر وله قبول من الناس، حدّث هناك عن واده، روى عنه أحمد بن ميسرة الحنبلي، قال ابن النجار : قرأت على بلاطة قبر عيسى ابن الشيخ عبد القادر الجيلي بقرافة مصر : توفى في الثاني عشر من رمضان سنة 573 هـ. ومن شعره : 
- تحمل سلامي نحو أرض أحبتيوقل لهم إن الغريب مشوق

- فإنسألوكم كيف حالي بعـدهمفقولوا بنيران الفراق حريق

- فليس له إلف يسيـر بقر بهـموليس له نحو الرجوع طريق

- غريب يقاسي الهم في كل بلدة ومن لغريب في البلاء صديق[4]

الشيخ عيسى بن سيدي عبد القادر أيضا ذكره الذهبي في الميزان..الشيخ عيسى بن عبد القادر قال عنه الدهبي في تاريخه «قدم مصر وحدث بها ووعظ وكان له بها قبول تام» وصحب جماعة وسمع بالإسكندرية من أبي طاهر السلفي.
يتكون المشهد من شكل رباعى تقريبا تبلغ مساحته 5.50×6 أمتار مربعة وارتفاعه نحو أربعة أمتار.

## بنته
السيدة فاطمة بنت عيسى بن الإمام عبد القادر الجيلاني وسكن والدها مصر ومات فيها ولقد تزوجت رجلاً من الصالحين في بلاد المغرب الأوسط من مدينة تلمسان وتوفيت فيها ومازال ضريحها هناك من معالم المدينة، ويعرف بين الناس هناك (بلالا ستي).

## وصلات خارجية
- آثار القاهرة الإسلامية نسخة محفوظة 31 مايو 2014 على موقع واي باك مشين.